# Šušanj
Šušanj (Шушањ) è un centro abitato del Montenegro, compreso nel comune di Antivari. 
In italiano la località è anche nota come Zuccanegra-Susanna .
Il centro è situato a circa un chilometro da Antivari e le sue coste sono molto popolari, anche grazie alla particolarità della pineta a ridosso della spiaggia. È frequentata per lo più nei mesi estivi ed è anche servita dalla stazione di Šušanj che si trova sulla tratta Belgrado-Antivari.

## Società

### Evoluzione demografica
Popolazione di Šušanj:
- 1948 - 307
- 1953 - 340
- 1961 - 580
- 1971 - 1328
- 1981 - 2520
- 1991 - 1324
- 2003 - 2212

Etnie nel 2003
| Etnia           | Numero | Percentuale |
| --------------- | ------ | ----------- |
| Montenegrini    | 1.116  | 50,45%      |
| Serbi           | 811    | 36,66%      |
| Bosgnacchi      | 66     | 2,98%       |
| Musulmani       | 35     | 1,58%       |
| Albanesi        | 16     | 0,72%       |
| Croati          | 14     | 0,63%       |
| Macedoni        | 9      | 0,40%       |
| Rom             | 7      | 0,31%       |
| Ungheresi       | 5      | 0,22%       |
| Russi           | 4      | 0,18%       |
| Tedeschi        | 2      | 0,09%       |
| Jugoslavi       | 2      | 0,09%       |
| Sloveni         | 1      | 0,04%       |
| Non specificati | 99     | 4,48%       |
| Sconosciuti     | 8      | 0,36%       |
| Altri           | 11     | 0,49%       |
| Totale          | 2.212  | 100%        |